# Tatort: Trimmel hält ein Plädoyer
Trimmel hält ein Plädoyer ist ein deutscher Fernsehkrimi des NDR und wurde am Ostermontag, dem 27. März 1978, im Deutschen Fernsehen erstausgestrahlt. Es ist die 86. Folge der Kriminalreihe Tatort und der neunte Fall von Hauptkommissar Paul Trimmel, gespielt von Walter Richter. Trimmel hat es mit einer Serie von Morden an jungen Frauen und der Auseinandersetzung mit einem Staranwalt zu tun.

## Handlung
Kriminalhauptkommissar Trimmel ermittelt seit einem Jahr wegen einer Reihe von Frauenmorden mit vorangegangenen Vergewaltigungen, der bislang drei junge Frauen zum Opfer gefallen sind. Weil in dem Fall, in dem von einem Serientäter ausgegangen wird, bislang noch keine brauchbaren Erkenntnisse gewonnen werden konnten, steht die Polizei unter großem Druck der lokalen Medien. Kurz darauf wird die Leiche der Prostituierten Angelika Brock am Flughafen aufgefunden, allerdings fehlt diesmal die Handtasche des Opfers; bei den vorherigen Opfern wurde nichts geraubt. Von Brocks letztem Freier erfahren die Beamten die Seriennummer der 500-DM-Note, mit der er sie bezahlt hatte und die ihr vom Täter geraubt worden sein muss. Zudem erfährt Trimmel, dass Brock des Öfteren mit einem „Conny“ telefoniert hatte. Auf der Bank versucht am nächsten Tag der junge Conny Schiefelbeck, genau jene – zerrissene – Banknote bei der Bank gegen eine intakte einzutauschen und wird deshalb festgenommen. Er bestreitet jedoch, Brock ermordet zu haben, obwohl sowohl an dem Schein als auch auf dem Beifahrersitz seines Autos Blut von Brock gefunden wird. Sie habe ihm den Schein am Vorabend gegeben, als er sie nach Hause gefahren habe. Nach Rücksprache mit seinem Anwalt verweigert Schiefelbeck die weitere Aussage. Schiefelbecks Rechtsanwalt Zanck trifft sich mit Trimmel und versucht ihn davon zu überzeugen, dass sein Mandant den Schein von seiner Freundin lediglich zum Umtausch erhalten habe und sie im Auto Streit bekommen habe und Brock deshalb an der Flughafenstraße aus dem Auto gestiegen sei; kurz darauf müsse sie ihrem Mörder in die Arme gelaufen sein.
Trimmel ist nach dem Abend mit Zanck davon überzeugt, dass Schiefelbeck Angelika Brock, nicht jedoch die anderen drei Frauen getötet hat. Während Schiefelbeck in U-Haft verbleibt, überfällt Otto Brüske Irene Marcks und versucht, sie umzubringen. Zwei Streifenbeamte, die zufällig in der Nähe sind, können dies verhindern, Brüske entkommt ihnen allerdings. Gegenüber Trimmel und Petersen kann die junge Frau Brüske aufgrund der Täterdatei eindeutig identifizieren; er ist einschlägig vorbestraft. Laumen und Petersen suchen Brüske auf, doch der öffnet nicht die Tür, sondern gibt vor, eine Geisel zu haben. Die Beamten sind sich zwar sicher, dass er blufft, rufen aber trotzdem Verstärkung. Brüske versucht, vor dem Polizeiaufgebot aus dem Fenster zu fliehen und stürzt dabei. Der sterbende Brüske gesteht Trimmel im Dämmerzustand vier Morde, so dass Schiefelbeck freigelassen werden müsste. Doch Trimmel, der von Schiefelbecks Schuld an Brocks Tod weiterhin überzeugt ist, fahndet bundesweit, ob Brüske nicht noch einen weiteren Frauenmord begangen haben kann. Bei einem Kollegen im ehemaligen Wohnort Brüskes, Bonn, bekommt Trimmel einen Hinweis auf einen entsprechenden Fall. Ein Johannes Hees war damals verurteilt worden; Brüske war jenerzeit Zeuge gegen seinen Arbeitskollegen. Trimmel reist nach Bonn und besucht Hees im Gefängnis. Hees bestreitet seine Tat; die Taten Brüskes in Hamburg sind identisch wie die damalige Tat abgelaufen. Hees sieht darin seine Unschuld bestätigt, Brüske habe ihn damals falsch belastet, um von seiner eigenen Tat abzulenken. Sein Messer, das die Tatwaffe war, sei ihm an dem Abend aus seiner Wohnung gestohlen worden. Hees ist selbst überrascht, dass Brüske die Tat, wofür er verurteilt wurde, begangen haben könnte, da die beiden gut befreundet waren.
Zurück in Hamburg gesteht Schiefelbeck Trimmel und Petersen, dass er Brock im Affekt doch umgebracht habe, Trimmel glaubt ihm aber sein Geständnis nicht. Er schickt seinen Bonner Kollegen noch einmal zu Hees, der mittlerweile auch Rechtsanwalt Zanck mit der Wiederaufnahme seines Verfahrens beauftragt und 30 % seiner möglichen Haftentschädigung als Erfolgshonorar für Zanck mit diesem vereinbart hat. Trimmel befragt daraufhin Zanck und befragt ihn zu seiner Konfliktsituation, sowohl Schiefelbeck als auch Hees zu vertreten. Trimmel hält Zanck vor, Schiefelbeck zu seinem Geständnis überredet zu haben, um seinem neuen Mandanten Hees zu nützen und dass sein Verhalten strafbar sei. Zanck gibt sich ungerührt, aber auf Druck von Trimmel, ihn wegen Parteienverrat anzuzeigen, gibt Zanck nach und verzichtet auf sein überzogenes Erfolgshonorar im Falle des unschuldigen Hees und räumt Trimmel gegenüber ein, dass er Schiefelbeck ebenfalls für schuldig, Hees hingegen wie Trimmel für unschuldig hält. Am nächsten Morgen ruft Zanck Trimmel an und informiert ihn darüber, dass Hees sich in seiner Zelle erhängt hat und macht Trimmel Vorwürfe, weil er seine Bonner Kollegen, die Hees seinerzeit in diese Lage gebracht hatten, zu Hees geschickt hatte. Trimmel weist die Vorwürfe zurück, doch ahnt er, dass Zanck nicht Unrecht hat.

## Einschaltquote und Hintergrund
Die Folge erreichte bei ihrer Erstausstrahlung einen Marktanteil von 47,00 %. Sie wurde im Oktober und November 1977 in Hamburg und Umgebung sowie in Bonn gedreht.

## Kritik
TV Spielfilm bewertete den Film positiv und urteilte: „Leicht angestaubter, aber fesselnder Oldie“.